# Petra (Band)
Petra ist eine christliche Rockband, die in den 1970er Jahren gegründet wurde. Petra ist griechisch und bedeutet Fels.
Petra veröffentlichte 24 Alben und verkaufte fast zehn Millionen Tonträger. Sie gewann vier Grammys, 10 Dove Awards und wurde im Jahr 2000 in die Gospel Music Hall of Fame der Gospel Music Association aufgenommen. 2005 gab sie ihre Auflösung bekannt, tourt aber seit 2022 zum 50-jährigen Jubiläum wieder. Von 2022 bis 2024 spielten sie bei jedem CVJM Loud and Proud Festivel in Betzdorf bzw. Wissen/Rheinland-Pfalz. Im Mai kündigte die Band die Veröffentlichung einer neuen CD im Laufe des Jahres an.

## Classic Petra
Anfang 2010 gaben fünf Bandmitglieder, die Petra Mitte der 1980er Jahre angehörten, bekannt, sich unter dem Namen Classic Petra wiederzuvereinigen. Es wurde ein Album, das sowohl neue Lieder als auch Neuaufnahmen alter Petra-Songs beinhalten soll, eine DVD und eine Welttournee unter dem Titel Back to the Rock angekündigt. 
Bob Hartman ist das einzige Classic-Petra-Mitglied, das auch Petra zum Zeitpunkt der Auflösung angehörte. Hartman ist auch das einzige Mitglied, welches von Gründung bis Auflösung der Band angehörte, wenn er auch zwischen 1995 und 2003 nicht auf Tournee ging.
Nach 33 Jahren als Band kündigten Petra am 24. Mai 2005 an, dass sie sich auflösen werden. Das Abschlusskonzert fand in der Nacht vom 31. Dezember 2005 zum 1. Januar 2006 in Murphy im US-Bundesstaat North Carolina statt.
Trotz der offiziellen Auflösung spielte die Band danach jedoch noch vereinzelte Konzerte. Wie z. B. das CVJM Loud and Proud Festival 2022 in Betzdorf.

## Diskografie (Petra)
- 1974: Petra (Myrrh)
- 1977: Come and Join Us (Myrrh)
- 1979: Washes Whiter Than (Myrrh)
- 1981: Never Say Die (Star Song)
- 1982: More Power to Ya (Star Song)
- 1983: Not of This World (Star Song)
- 1984: Beat The System (Star Song)
- 1985: Captured in Time and Space (Star Song)
- 1986: Back to the Street (Star Song)
- 1987: This Means War (Star Song)
- 1988: On Fire (Star Song)
- 1989: Petra Praise: The Rock Cries Out (Word, US: Gold)[1]
- 1990: Beyond Belief (Word, US: Gold)
- 1991: Unseen Power (Word)
- 1992: Petra en Alabanza [Spanisch] (Word)
- 1993: Wake-Up Call (Word)
- 1995: No Doubt (Word)
- 1997: Petra Praise II – We Need Jesus (Word)
- 1998: God Fixation (Word)
- 2000: Double Take (Word)
- 2001: Revival (Inpop)
- 2003: Jekyll & Hyde (Inpop)
- 2004: Jekyll & Hyde en Espanol [Spanisch] (Inpop)
- 2005: Farewell (Live) (Inpop)

## Diskografie (Classic Petra)
- 2010: Back to the Rock

## Videoalben
- 1986: Captured in Time & Space (VHS, Star Song Music Video)
- 1989: On Fire! Video Event (VHS, Word Visual Audio)
- 1990: Beyond Belief Video Album/Mini Movie (VHS, Word Visual Audio)
- 1992: Backstage Pass (VHS, Word Visual Audio)
- 1993: Wake Up Call Video Collection (VHS, Word Visual Audio)
- 2001: Revival [Limited Edition] (DVD, Inpop)
- 2006: Petra: Farewell (DVD, Inpop)
- 2006: Captured in Time & Space / Re-Release (DVD, Petra Merchandise)